# 정홍진
정홍진(영어: Jung Hongjin, 1932년 11월 11일 ~ 2015년 11월 11일)는 중앙정보부 차장보를 역임한 대한민국의 공무원이다.

## 생애
1972년 남북회담사무국 회담운영실장으로 이후락의 지시에 따라 공동성명을 성사시키기 위해 비밀리에 북한을 수차례 오갔다. 중앙정보부 차장보, 남북적십자회담 예비회담대표를 역임하였고 대북전문가로도 활동하였다.